# Seimsgrend Station
Seimsgrend Station (Seimsgrend stasjon eller Seimsgrend holdeplass) er en jernbanestation på Bergensbanen, der ligger i Voss kommune i Norge. Stationen består af et spor og en perron med et læskur i rødmalet træ.
Stationen åbnede som trinbræt 15. maj 1936. Oprindeligt hed dem den Seim, men den skiftede navn til Seimsgrend i januar 1938. I en periode omkring 1943-1944 var den kortvarigt opgraderet til holdeplads.